# 藤原昭
藤原 昭（ふじわら あきら、1944年（昭和19年）1月15日 - ）は、日本の政治家。元奈良市長（1期）。

## 来歴
兵庫県姫路市生まれ。京都大学工学部建築学科卒業、同大学院工学研究科修士課程修了。奈良県庁に入庁し、企画部長などを務める。のち県教育委員会教育長に就任。教育長時代、畿央大学の設立に関わり、自身も畿央大学健康科学部で教鞭を執った。

### 奈良市長選挙
2005年、相続税の未納疑惑や公職選挙法違反、選挙公約の不履行を理由に、奈良市議会は鍵田忠兵衛奈良市長に対する不信任決議案を可決。鍵田市長は市議会を解散し、自身も辞職して出直し選挙に打って出る。藤原は自民・公明・社民3党の推薦及び民主・共産の支援を受けて奈良市長選挙に出馬し、鍵田前市長ら2人を破り初当選を果たした。
| 当落 | 得票数 | 候補者     | 党派   | 前歴 | 備考                                 |
| ---- | ------ | ---------- | ------ | ---- | ------------------------------------ |
| 当   | 72,302 | 藤原昭     | 無所属 | 新人 | 自・社・公の推薦、民の支持、共の支援 |
|      | 65,289 | 鍵田忠兵衛 | 無所属 | 前職 |                                      |
|      | 7,600  | 辻山清     | 諸派   | 新人 |                                      |

### 奈良市長
奈良県・奈良市はホテルの数が日本で最も少ないため、平城遷都1300年記念事業での集客へのマイナスの影響を懸念した藤原は市長就任の翌年、外資系ホテルの奈良市への誘致を計画する。唐突なホテル誘致の計画に奈良市民からは反発の声も上がったが、藤原は奈良商工会議所に対し「宿泊施設検討委員会」の設置を指示。さらに奈良商工会議所、社団法人奈良市観光協会の連名で、ホテル誘致に賛同する意見書を提出させた。百出する反対意見を半ば黙殺する形で奈良市はホテル「コートヤード・バイ・マリオット」の誘致に向けた交渉を開始したが、直後に起こったアメリカ合衆国のサブプライムローン問題に端を発する金融危機により、ディベロッパーのゼファーが破綻し計画は頓挫する。
2008年には奈良市内の不動産管理会社が「JR駅前ホテル開発株式会社」を設立して国土交通省の中心市街地活性化計画の一環である民間都市整備機構の助成金を申請し、総額60億円の支援が決定。これを受け藤原は再度、ホテル建設の計画を提案するも、地元の企業や金融機関からの支援が集まらず、2009年3月に計画は再び頓挫した。尚、ホテル誘致に併せてJR奈良駅の東側の区域を整備する計画も進められていたが、ホテル誘致の頓挫により、駅前の開発計画もまた白紙に戻されている。
2009年7月の奈良市長選挙には出馬しない意向を表明し、1期で市長を退任（後継をめぐる市長選には前市長の鍵田忠兵衛も衆議院議員を辞職して出馬したが、仲川元庸に敗れた）。引退後は再び畿央大学で教鞭を執る。
藤原の市長退任後間もなく、ホテル建設が予定されていた土地に石炭の滓や煉瓦の端材が投棄されていた事実が判明した。